# 小澤弘明
小澤 弘明（おざわ ひろあき、1958年 - )は、日本の歴史学者。現在、千葉大学副学長（2014年-）および同理事（教育）（2023年-）。専門はハプスブルク帝国史、近代ドイツ・オーストリア史、中東欧現代史。

## 略歴
福島県会津若松市出身。福島県立会津高等学校を経て、1980年3月に 東京大学文学部西洋史学科卒業。1982年3月、同大学院社会学研究科修士課程修了。国際学（修士）の学位を得る。
1987年、東京大学大学院社会学研究科国際関係論専門課程を単位取得退学。日本学術振興会特別研究員を経て、1989年10月～東京外国語大学外国語学部助手。1996年4月～千葉大学文学部助教授。2003年2月、同教授。2013年4月、同大学普遍教育センター・センター長。2016年4月、同国際教養学部教授（2016-22年度の学部長）。2020年4月～同大学院国際学術研究院教授（研究院長）。
『歴史学研究』編集長（2006-09年）。歴史学研究会委員長（2016-19年）。二児の父でもある。

## 著書

### 単著
- 『ヤルタ会談と鉄のカーテン：何が東欧の運命を決めたのか』岩波書店＜岩波ブックレット＞（シリーズ東欧現代史2）、1991年6月。ISBN 978-4-00-003143-1

### 共著
- 小沢弘明・相馬保夫ほか『労働者文化と労働運動：ヨーロッパの歴史的経験』木鐸社、1995年12月。ISBN 978-4-8332-2221-1

### 共編著
- 歴史学研究会編『[第四次] 現代歴史学の成果と課題』全3巻（績文堂出版、2017年5月）
- 山本明代・秋山晋吾共編『つながりと権力の世界史』（彩流社、2014年2月）ISBN 978-4-7791-1988-0
- 歴史学研究会編『世界史史料 第11巻 20世紀の世界II 第2次世界大戦後 冷戦と開発』（岩波書店、2012年12月）
- 歴史学研究会編『世界史史料 第12巻 21世紀の世界へ 日本と世界 16世紀以後』（岩波書店、2013年4月）
- 三宅芳夫共編『移動と革命―ディアスポラたちの「世界史」―』（論創社、2012年9月）ISBN 978-4-8460-1178-9
- 国立歴史民俗博物館編『「韓国併合」100年を問う―2010年国際シンポジウム』（岩波書店、2011年3月）ISBN 978-4-00-025802-9
- 西川正雄著『歴史学の醍醐味』伊集院立・小沢弘明・日暮美奈子共編（日本経済評論社、2010年1月）ISBN 978-4-8188-2088-3
- 岩崎稔共編『激震！国立大学：独立行政法人化のゆくえ』未來社、1999年。ISBN 978-4-624-40049-1

### 翻訳
- エルニ・カルツォヴィッチュ『橋：ユダヤ混血少年の東部戦線』増谷英樹共訳（平凡社〈20世紀メモリアル〉、1990年）ISBN 978-4-582-37305-9
- ハンス・コーン『ハプスブルク帝国史入門』稲野強ほか共訳（恒文社、1993年）。ISBN 978-4-7704-0504-3
- ソール・フリードランダー編『アウシュヴィッツと表象の限界』上村忠男・小沢弘明・岩崎稔共訳（未來社＜ポイエーシス叢書＞、1994年）。ISBN 978-4-624-93223-7
- 米山リサ『広島：記憶のポリティックス』小沢弘明・小沢祥子・小田島勝浩共訳（岩波書店、2005年）。ISBN 978-4-00-001935-4